# Torneo FGNI
I tornei della F.G.N.I. (Federazione Ginnastica Nazionale Italiana) sono stati i tornei di calcio degli albori della nascita del calcio italiano.
Questi campionati nazionali, sebbene considerati ufficiali in origine dalla FGNI, non sono riconosciuti come ufficiali dalla FIGC (Federazione Italiana Giuoco Calcio).

## Storia
Tra la fine del XIX e l'inizio del XX secolo molte squadre di calcio giocavano per la F.G.N.I., oggi F.G.I. (Federazione Ginnastica d'Italia), invece che per la FIF (Federazione Italiana del Football), oggi FIGC (Federazione Italiana Giuoco Calcio), o lo facevano per entrambe. Queste squadre, infatti, erano sezioni sportive di società di ginnastica blasonate e molto antiche. La F.G.N.I. organizzava i Concorsi Interprovinciali Ginnastici annualmente, a volte inserendoli nei Concorsi Nazionali F.G.N.I. che si svolgevano ogni tre anni. Una specie di gara nazionale articolata in diversi sport (compreso il football). Per tale motivo si parlava di "calcio ginnastico", sebbene formalmente si trattasse dell'identica disciplina praticata dalla FIF/FIGC. La F.G.N.I. prese, inoltre, la decisione di organizzare in pianta stabile un Campionato Italiano di Calcio durante il 13º Concilio Federale di Vicenza, il 3 novembre 1900, insieme ai tornei di tamburello e di palla a sfratto.
Il regolamento, inizialmente caratterizzato da numerose peculiarità che lo distinguevano, almeno ufficiosamente, dal football tradizionale, venne man mano uniformato a quelle dei campionati federali di football. All'inizio del XX secolo le uniche differenze rimaste erano: i tempi da 30 minuti e un tempo extra da 10 minuti; la possibilità per i portieri di prendere la palla con le mani in tutta la propria metà campo (a condizione di non fare più di tre passi); la facoltà di un giudice di decidere la squadra migliore in caso di pareggio sul campo. Nel 1903, infine, la FGI uniformò il regolamento ginnico a quello applicato in Inghilterra dalla Football Association su ispirazione di Luigi Bosisio, dirigente della Mediolanum: l'innovazione non mancò tuttavia di suscitare polemiche, in particolare da parte di Alfonso Manarini, fondatore della Palestra Ginnastica Ferrara.

## Edizioni

### 1896
|  | Per approfondire, leggi il testo Giuochi ginnastici raccolti e descritti per le scuole e il popolo. |

A Treviso, dal 6 all'8 settembre 1896, si svolse una Gara Nazionale dei Giuochi Ginnastici che prevedeva, tra le altre discipline, anche il calcio, sebbene nella variante del cd. calcio ginnastico, secondo le regole dettate da Francesco Gabrielli:  le porte erano larghe circa quattro metri e non erano delimitate da pali, ma da bandiere; le dimensioni del rettangolo di gioco erano ridotte rispetto al football tradizionale, gli arbitri erano due e intervenivano solo qualora non ci fosse accordo fra i due capitani delle squadre.
Sul gradino più alto del podio salì la Società Udinese di Ginnastica e Scherma, trascinata dal capitano Antonio Dal Dan. La piazza d'onore se l'aggiudicò la Palestra Ginnastica Ferrara. Alla manifestazione, mai riconosciuta dalla Federazione Italiana Giuoco Calcio perché antecedente alla sua nascita, hanno preso parte anche tre sodalizi di Treviso: la Società Ginnastica Velocipedistica Trevigiana, il Pio Istituto Turazza e il Vittorio Veneto.
(La Patria del Friuli, 9 settembre 1896)
(Alessandro Vigevani, Memorie di un fedele dell’Associazione Calcio Udinese)
(Luciano Provini)
I risultati di cui è rimasta memoria furono: Società Udinese di Ginnastica e Scherma - Turazza Treviso 3-1; Società Udinese di Ginnastica e Scherma - Palestra Ginnastica Ferrara 2-0. Questa la formazione vincente: Giovanni Bissatini, Gino Chiussi, Giovanni Battista Kösnapfel, Ugo Pellegrini, Emilio Milanopulo, Luigi Del Negro, Gino Plateo, Friulano Spivach, Antonio Dal Dan, Augusto Tam, Efisio Tolu.

### 1898
Come riportato dal periodico milanese Corriere dello Sport – La Bicicletta, il 15 agosto 1898 si tenne a Torino la terza edizione del campionato, nell'ambito del IV Concorso Ginnastico Federale.
Squadre partecipanti
- Palestra Ginnastica Ferrara
- Società Ginnastica di Torino
- Società Udinese di Ginnastica e Scherma

Podio
1. Palestra Ginnastica Ferrara
2. Società Ginnastica di Torino
3. Società Udinese di Ginnastica e Scherma

### 1901
L'edizione del 1901 venne disputata a Bologna
Squadre partecipanti
- Società Ginnastica Andrea Doria
- Palestra Ginnastica Ferrara
- Società per l'Educazione Fisica Mediolanum
- Società Ginnastica Partenopea Napoli
- Società Ginnastica Forza e Libertà Rieti
- Società Ginnastica di Torino

Finale
| Bologna 1901 Finale                   | Mediolanum | 3 – 1 referto | Palestra Ginnastica Ferrara |  |
| \| \| \| \| \| ? \| Marcatori \| ? \| |            |               |                             |  |
|                                       |            |               |                             |  |
| ?                                     | Marcatori  | ?             |                             |  |

### 1902
L'edizione del 1902 venne disputata a Milano, dal 29 maggio al 1º giugno.
Squadre partecipanti
- Società Ginnastica Andrea Doria
- Società per l'Educazione Fisica Mediolanum
- Milan Football & Cricket Club
- Associazione Del Calcio In Vicenza

Eliminatorie
Disputate il 29 ed il 30 maggio, i risultati non sono disponibili. Si qualificarono Milan e Andrea Doria.
Semifinali
| Milano 29 maggio 1902 Semifinale      | Milan     | 3 – 1 | Vicenza | Arena Civica |
| \| \| \| \| \| ? \| Marcatori \| ? \| |           |       |         |              |
|                                       |           |       |         |              |
| ?                                     | Marcatori | ?     |         |              |

| Milano 29 maggio 1902 Semifinale    | Mediolanum | 0 – 2 | Andrea Doria | Arena Civica |
| \| \| \| \| \| \| Marcatori \| ? \| |            |       |              |              |
|                                     |            |       |              |              |
|                                     | Marcatori  | ?     |              |              |

Finale
| Milano 31 maggio 1902 Finale | Milan | 0 – 0 (d.t.s.) referto | Andrea Doria | Arena Civica |

- Milan e Andrea Doria primi a pari merito.

La Gazzetta dello Sport pubblicò una classifica con il Milan vincitore, ma venne smentita dal Bollettino Mensile della Federazione Ginnastica Nazionale Italiana.

### 1904
L'edizione del 1904 del torneo di calcio venne disputata dal 15 maggio al 5 giugno. La fase finale venne disputata a Firenze, in occasione del "Concorso ginnastico nazionale" del 1904.
Squadre partecipanti
- Lombardia
  - Società per l'Educazione Fisica Mediolanum (ritirata)
  - Milan Football & Cricket Club
  - Football Club Sempione
- Liguria
  - Società Ginnastica Andrea Doria
- Veneto
  - Associazione Del Calcio In Vicenza
  - Società Sportiva Costantino Reyer

Eliminatoria lombarda
| Milano 22 maggio 1904 Prima partita | Milan | 2 – 0 (tav.) referto | Mediolanum | Campo Acquabella |

| Arbitro: | Bosisio (Milano) |

|               |           |   |
| Pedroni Trerè | Marcatori | ? |

- Milan qualificato alla finale.

Eliminatoria ligure
- Andrea Doria unica iscritta e qualificata alla semifinale.

Eliminatoria veneta
| Padova 15 maggio 1904, ore 10:00 CET Eliminatoria regionale | Vicenza   | 2 – 2 (d.t.s.) | Reyer Venezia |  |
| \| \| \| \| \| ? \| Marcatori \| ? \|                       |           |                |               |  |
|                                                             |           |                |               |  |
| ?                                                           | Marcatori | ?              |               |  |

| Padova 15 maggio 1904, ore 17:00 CET Ripetizione | Vicenza   | 4 – 2 | Reyer Venezia |  |
| \| \| \| \| \| ? \| Marcatori \| ? \|            |           |       |               |  |
|                                                  |           |       |               |  |
| ?                                                | Marcatori | ?     |               |  |

- Vicenza qualificata alla semifinale.

Semifinale
| Arbitro: | Bosisio (Milano) |

|   |           |  |
| ? | Marcatori |  |

- Andrea Doria qualificata alla finale.

Finale
| Arbitro: | Bosisio (Milano) |

|   |           |   |
| ? | Marcatori | ? |

Podio
1. Milan
2. Andrea Doria
3. Vicenza

### 1905
L'edizione si svolse a Milano il 25 giugno 1905. L'organizzazione venne affidata dalla FGNI al Milan in seguito alla rinuncia della Federazione di inserire il campionato all'interno del concorso annuale di Vercelli. Pertanto, il torneo non metteva in palio la Triennale Coppa Federale Ginnastica, bensì la sola Coppa d'Onore "Città di Milano".
Squadre partecipanti
- Lombardia
  - Milan Football & Cricket Club
- Veneto
  - Club Ginnastica e Scherma Cesarano Padova

Finale
| Arbitro: | Bosisio (Milano) |

|   |           |  |
| ? | Marcatori |  |

### 1906
L'edizione si svolse a Vicenza il 9 settembre 1906.
Squadre partecipanti
- Lombardia
  - Milan Football & Cricket Club
- Veneto
  - Associazione Del Calcio In Vicenza

Finale
| Arbitro: | Bosisio (Milano) |

|   |           |  |
| ? | Marcatori |  |

### 1907
L'edizione del 1907 del torneo di calcio venne disputata dal 7 aprile al 10 maggio.
Inizialmente Milan-Andrea Doria doveva essere una semifinale del torneo e la vincente della sfida avrebbe ottenuto l'accesso alla finale contro il Vicenza, ma i doriani diedero un temporaneo forfait, circostanza che determinò il declassamento di Milan-Vicenza a semifinale e la promozione di Milan-Andrea Doria a finale. La fase finale venne disputata a Venezia, in occasione del "Concorso Internazionale di Ginnastica" del 1907.
Squadre partecipanti
- Lombardia
  - Milan Football & Cricket Club
- Liguria
  - Società Ginnastica Andrea Doria
- Veneto
  - Società Sportiva Costantino Reyer
  - Società Ginnastica Marziale di Mestre
  - Club Ginnastica e Scherma Cesarano Padova
  - Associazione Del Calcio In Vicenza
- Toscana
  - Virtus Juventusque

Eliminatoria veneta
| Venezia 7 aprile 1907 Semifinale      | Marziale Mestre | 3 – 2 referto | Reyer Venezia | Velodromo del Lido |
| \| \| \| \| \| ? \| Marcatori \| ? \| |                 |               |               |                    |
|                                       |                 |               |               |                    |
| ?                                     | Marcatori       | ?             |               |                    |

| Venezia 7 aprile 1907 Semifinale      | Vicenza   | 5 – 4 (d.t.s.) referto | Cesarano Padova | Velodromo del Lido |
| \| \| \| \| \| ? \| Marcatori \| ? \| |           |                        |                 |                    |
|                                       |           |                        |                 |                    |
| ?                                     | Marcatori | ?                      |                 |                    |

| Venezia 7 aprile 1907 Finale          | Vicenza   | 4 – 1 referto | Marziale Mestre | Velodromo del Lido |
| \| \| \| \| \| ? \| Marcatori \| ? \| |           |               |                 |                    |
|                                       |           |               |                 |                    |
| ?                                     | Marcatori | ?             |                 |                    |

- L.R. Vicenza qualificato alla semifinale.

Semifinali
| Venezia 9 maggio 1907 Semifinale    | Vicenza   | 2 – 0 | Virtus Juventusque | Velodromo del Lido |
| \| \| \| \| \| ? \| Marcatori \| \| |           |       |                    |                    |
|                                     |           |       |                    |                    |
| ?                                   | Marcatori |       |                    |                    |

| Arbitro: | Marchiandi (Ferrara) |

|   |           |   |
| ? | Marcatori | ? |

Finale
| Venezia 10 maggio 1907 Finale         | Milan     | 2 – 1 referto | Andrea Doria | Velodromo del Lido |
| \| \| \| \| \| ? \| Marcatori \| ? \| |           |               |              |                    |
|                                       |           |               |              |                    |
| ?                                     | Marcatori | ?             |              |                    |

### 1908
L'edizione del 1908 del torneo di calcio venne disputata dal 23 agosto al 5 settembre. La fase finale venne disputata a Piacenza.
Squadre partecipanti
- Piemonte
  - Pro Vercelli
- Veneto
  - Vicenza
  - Venezia
  - SGS Padova
- Lazio
  - Foot Ball Club di Roma
- Sardegna
  - Società Ginnastica Amsicora

Eliminatoria veneta
| Venezia 23 agosto 1908 Semifinale | Vicenza | ? – ? referto | SGS Padova | Velodromo del Lido |

| Venezia 23 agosto 1908 Finale | Venezia | 2 – 0 referto | Vicenza | Velodromo del Lido |

- Venezia qualificato alle semifinali.

Semifinali
| Piacenza 5 settembre 1908 Semifinale | Pro Vercelli | ? – ? referto | Società Ginnastica Amsicora |  |

- Pro Vercelli qualificato alla finale.

| Piacenza 5 settembre 1908 Semifinale | Venezia | 2 – 0 (tav.) referto | Foot Ball Club di Roma |  |

Finale
| Piacenza 5 settembre 1908 Finale    | Venezia   | 2 – 0 referto | Pro Vercelli |  |
| \| \| \| \| \| ? \| Marcatori \| \| |           |               |              |  |
|                                     |           |               |              |  |
| ?                                   | Marcatori |               |              |  |

### 1911
Il torneo si svolse a Torino. I turni preliminari si disputarono nella zona della Piazza d'armi, mentre la finale si giocò allo Stadium.
La squadra di Ancona si ritirò prima dell'inizio del torneo, mentre la Società Ginnastica Amsicora di Cagliari fu per sorteggio ammessa direttamente in semifinale.
Squadre partecipanti
- Emilia-Romagna
  - Palestra Ginnastica di Ferrara
- Lombardia
  - Società Ginnastica Pro Lissone
- Liguria
  - Società Ginnastica Andrea Doria
- Marche
  - Società Ginnastica Ancona
- Sardegna
  - Società Ginnastica Amsicora
- Veneto
  - Associazione Calcio Hellas (sezione autonoma della Istituzione comunale Marcantonio Bentegodi)

Girone eliminatorio
| Arbitro: | Bosisio (Milano) |

|                             |           |  |
| Gol · Gol · Gol · Gol · Gol | Marcatori |  |

| Arbitro: | Calì (Genova) |

|                       |           |  |
| Gol · Gol · Gol · Gol | Marcatori |  |

Semifinale
| Torino 11 maggio 1911             | Hellas    | 4 – 0 | Amsicora | Piazza d'armi |
| \| \| \| \| \| \| Marcatori \| \| |           |       |          |               |
|                                   |           |       |          |               |
| Gol · Gol · Gol · Gol             | Marcatori |       |          |               |

Finale
| Arbitro: | Bosisio (Milano) |

|                       |           |  |
| G. Guarda 5’ 50’, 56’ | Marcatori |  |

## Albo d'oro
Di seguito è riportato l'elenco dei vincitori dei campionati nazionali di calcio ginnastico. Nelle stagioni in cui non si disputò il campionato nazionale si tennero dei tornei locali sostitutivi.
| Edizione | Vincitore                                                                | Secondo posto                         | Terzo posto                             |
| 1896     | Società Udinese di Ginnastica e Scherma                                  | Palestra Ginnastica Ferrara           | Turazza Treviso                         |
| 1897     | Unione Pro Sport Alessandria                                             |                                       |                                         |
| 1898     | Palestra Ginnastica Ferrara                                              | Società Ginnastica di Torino          | Società Udinese di Ginnastica e Scherma |
| 1899     | Torneo non disputato                                                     | Torneo non disputato                  | Torneo non disputato                    |
| 1900     | Torneo non disputato                                                     | Torneo non disputato                  | Torneo non disputato                    |
| 1901     | Società per l'Educazione Fisica Mediolanum                               | Palestra Ginnastica Ferrara           |                                         |
| 1902     | Milan Football & Cricket Club Società Ginnastica Andrea Doria (ex aequo) | -                                     |                                         |
| 1903     | Torneo non disputato                                                     | Torneo non disputato                  | Torneo non disputato                    |
| 1904     | Milan Football & Cricket Club                                            | Società Ginnastica Andrea Doria       | Vicenza                                 |
| 1905     | Milan Football & Cricket Club                                            | Ceserano Padova                       |                                         |
| 1906     | Milan Football & Cricket Club                                            | Vicenza                               |                                         |
| 1907     | Milan Football & Cricket Club                                            | Società Ginnastica Andrea Doria       |                                         |
| 1908     | Venezia Football Club                                                    | Pro Vercelli                          |                                         |
| 1909     | Torneo non disputato                                                     | Torneo non disputato                  | Torneo non disputato                    |
| 1910     | Società Ginnastica Andrea Doria                                          | Società Ginnastica Giuseppe Garibaldi |                                         |
| 1911     | Istituzione comunale Marcantonio Bentegodi                               | Andrea Doria                          |                                         |
| 1912     | Società Ginnastica Andrea Doria                                          | Hellas Verona                         |                                         |
| 1913     | Società Ginnastica Andrea Doria                                          | Società Ginnastica Raffaele Rubattino |                                         |

## Vittorie per squadra
| Squadra                                    | Vittorie | Edizioni vinte               |
| ------------------------------------------ | -------- | ---------------------------- |
| Milan Football & Cricket Club              | 5        | 1902, 1904, 1905, 1906, 1907 |
| Società Ginnastica Andrea Doria            | 4        | 1902, 1910, 1912, 1913       |
| Società Udinese di Ginnastica e Scherma    | 1        | 1896                         |
| Unione Pro Sport Alessandria               | 1        | 1897                         |
| Palestra Ginnastica Ferrara                | 1        | 1898                         |
| Società per l'Educazione Fisica Mediolanum | 1        | 1901                         |
| Venezia Football Club                      | 1        | 1908                         |
| Istituzione comunale Marcantonio Bentegodi | 1        | 1911                         |